# Formalisme (wiskunde)
In de grondslagen--, de filosofie van de wiskunde, en de filosofie van de logica is het formalisme een theorie, die het geven van enige betekenis van wiskundige symbolen, zowel objectief (zoals voorgesteld in het platonisme), als subjectief (zoals voorgesteld in het intuïtionisme) veroordeelt. Uitspraken over wiskunde en logica moeten worden gezien als uitspraken over de gevolgen van bepaalde regels met betrekking tot het manipuleren van reeksen symbolen en het doen van afleidingen binnen een formeel systeem.
Gestimuleerd door David Hilbert was het formalisme vooral in de eerste drie decennia van de 20e eeuw een factor van betekenis. Formalisme benadrukt axiomatische bewijzen met behulp van stellingen, in het bijzonder in de variant van het formalisten, die wordt geassocieerd met David Hilbert. Door de publicatie in 1931 van de onvolledigheidsstellingen, waarin Kurt Gödel aanzienlijke beperkingen van formele systemen bewees, kreeg het formalisme een zware klap te verwerken.
De Euclidische meetkunde kan bijvoorbeeld worden gezien als een "spel", waarbij het spel eruit bestaat om bepaalde reeksen symbolen genaamd axioma's volgens een verzameling van regels genaamd "afleidingsregels" voor het genereren van nieuwe reeksen symbolen. Bij het spelen van dit spel kan men "bewijzen" dat de stelling van Pythagoras valide is, omdat de reeks symbolen, die de stelling van Pythagoras weergeeft, met behulp van alleen de gestelde regels kan worden geconstrueerd.
Volgens het formalisme gaan de waarheden uitgedrukt in logica en wiskunde niet over getallen, verzamelingen of driehoeken of enige andere contensief onderwerp - in feite gaan de gevonden waarheden nergens "over". Ze zijn syntactische vormen, waarvan de vormen en locaties geen betekenis hebben, tenzij ze een interpretatie (of formele semantiek) krijgen.
Formalisten zijn relatief tolerant en staan open voor nieuwe benaderingen van de logica, niet-standaard getalsystemen, nieuwe theorieën over de verzamelingenleer enz. Immers hoe meer spelen we bestuderen, hoe meer we leren. In alle drie de bovenstaande voorbeelden wordt de motivatie echter gehaald uit bestaande wiskundige of filosofische problemen. De "spelletjes" zijn dus meestal niet willekeurig.
Onlangs hebben enkele formalistische wiskundigen voorgesteld dat al onze formele wiskundige kennis systematisch moet worden vastgelegd in door computer leesbare formaten, om op die wijze automatische controle van wiskundige bewijzen en het gebruik van het interactieve bewijsvoering in de ontwikkeling van wiskundige theorieën en computersoftware mogelijk te maken. Vanwege hun nauwe band met de informatica wordt dit idee ook bepleit door wiskundige intuïtionisten en constructivisten in de "berekenbaarheids" traditie (zie hieronder).

## Deductivisme
Een andere versie van formalisme staat bekend als het deductivisme. In het deductivisme is de stelling van Pythagoras geen absolute waarheid, maar een relatieve.
Dit wil zeggen dat als men de reeksen symbolen op een zodanige wijze interpreteert dat de regels van het spel waar worden, dat men dan de stelling, of eigenlijk de interpretatie van de stelling, als een ware uitspraak moet accepteren. De regels van een dergelijk spel moeten onder andere inhouden dat ware uitspraken worden toegewezen aan de axioma's, en dat de inferentieregels waarheid-bewarend zijn, etcetera.
Onder het deductivisme kan dezelfde mening waar zijn voor alle andere uitspraken van formele logica en wiskunde. Het formalisme betekent dus niet dat deze deductieve wetenschappen niet meer dan betekenisloze symbolische spelletjes zijn. Het wordt meestal gehoopt dat er een interpretatie bestaat waar de regels van het spel gelden. Vergelijk dit standpunt met het structuralisme.
Het innemen van de deductivistische zienswijze staat de werkende wiskundige toe om zijn oordeel over diepere filosofische vragen op te schorten en door te gaan alsof er solide epistemologische grondslagen zouden bestaan. Veel formalisten zouden zeggen dat de axioma-systemen die in de praktijk worden bestudeerd, worden bepaald door de eisen van de betreffende wetenschap.

## Hilberts formalisme
Een belangrijke vroege voorstander van het formalisme was David Hilbert, wiens programma een volledige en consistente axiomatisatie van de gehele wiskunde voorstond, dat wil zeggen: van alle uitspraken die binnen een formeel systeem syntactisch mogelijk zijn, kan de waarheid of onwaarheid ondubbelzinnig (dus zonder tegenspraken) worden bewezen. Hilbert wilde de consistentie van wiskundige systemen afleiden uit de veronderstelling dat de "eindige rekenkunde" (een niet controversieel deelsysteem van de gebruikelijke rekenkunde van de positieve gehele getallen) consistent was, wat wil zeggen dat uit dit systeem geen tegenspraken kunnen worden afgeleid.
Hilberts doelstellingen om een wiskundig systeem te creëren dat zowel volledig als consistent was, kreeg een fatale klap door de tweede van de onvolledigheidsstellingen van Gödel, die stelde dat binnen voldoende expressieve consistente axioma-systemen nooit hun eigen consistentie kan worden bewezen. Aangezien alle dergelijke axioma-systemen de eindige rekenkunde als een deelsysteem bevatten, impliceerde de stelling van Gödel dat het onmogelijk zou zijn om de consistentie van het systeem relatief ten opzichte van de eindige rekenkunde te bewijzen (omdat dan de eigen consistentie van het systeem was bewezen, waarvan Gödel juist had aangetoond dat dit onmogelijk was). Dus, om aan te tonen dat enig axiomatisch wiskundig systeem in feite consistent is, moet men eerst uitgaan van de consistentie van een wiskundig systeem dat in zekere zin sterker is dan het systeem waarvan men de consistentie wil bewijzen.
Hilbert was aanvankelijk een deductivist, maar hij vond dat bepaalde metawiskundige methoden intrinsiek zinvolle resultaten gaven en was een realist met betrekking tot de eindige rekenkunde. Later was hij van mening dat er onafhankelijk van de interpretatie geen andere betekenisvolle wiskunde bestond.

## Axiomatische systemen
Andere formalisten, zoals Rudolf Carnap, Alfred Tarski en Haskell Curry, beschouwden wiskunde als het onderzoek van formele axioma-systemen. Wiskundige logici bestuderen formele systemen, maar zijn net zo vaak realisten als formalisten.

## Kritiek op formalisme
De belangrijkste kritiek op het formalisme is dat de werkelijke wiskundige ideeën, waar wiskundigen mee bezig zijn, ver verwijderd staan van de manipulaties van de reeksen symbolen zoals hierboven beschreven. Het formalisme zegt dan ook niets over de vraag welke axioma-systemen men zou moeten bestuderen, aangezien vanuit een formalistisch oogpunt geen enkel axioma-systeem betekenisvoller is dan een ander systeem.